# Noriaki Okamura
Pour les articles homonymes, voir Okamura.
Noriaki Okamura est un concepteur japonais de jeu vidéo. Il travaille pour Konami Digital Entertainment où il a dirigé Zone of the Enders en 2001.

## Biographie
Noriaki Okamura est né à Kyoto, au Japon, le 4 avril 1966. Il est entré chez Konami en 1991. D'abord programmeur sur le jeu Policenauts d'Hideo Kojima, il travaille ensuite sur la simulation de drague Tokimeki Memorial Drama Series. En 2001, il dirige Zone of the Enders et devient, à partir de 2005, producteur sur différents titres de Kojima Productions.

## Travaux
- 1994 : Policenauts • Programmeur
- 2001 : Zone of the Enders • Directeur, scénariste, concept original
- 2006 : Metal Gear Acid • Producteur
- 2006 : Metal Gear Solid: Digital Graphic Novel • Producteur
- 2006 : Stock Exchange Kabutore • Producteur
- 2006 : Metal Gear Solid: Portable Ops • Producteur